# 노원평생학습관
노원평생학습관은 서울특별시 노원구 중계동 소재의 평생 학습관이다.

## 연혁
- 1989.12.18 중계도서관 설치 조례 공포 ( 조례 제 2533호 )
- 1990.01.23 한국토지개발공사로부터 도서관 건물 인수(기부채납)
- 1990.05.08 중계도서관 개관

## 시설현황
- 4층: 제2자율학습실, 노트북실, 사물함
- 3층: 제1자율학습실, 제5강의실, 사물함
- 2층: 디지털자료실, 제 1~4 강의실, 컴퓨터 교육실, 사무실(행정지원과,평생학습과,정보자료과), 독서토론실, 소회의실
- 1층: 문헌정보실, 간행물실, 어린이실, 시청각실, 무선랜코너, 안내실
- 지하1층: 식당, 매점, 공중전화
- 기타: 옥상 휴게실

## 이용 안내
이용 시간
- 문헌정보실: 평일 09:00-22:00 / 주말 09:00 - 17:00
- 디지털자료실: 평일 09:00-18:00 / 주말 09:00 - 17:00
- 어린이실: 평일 09:00-18:00 / 주말 09:00 - 17:00
- 학습열람실(3-10월): 평일 07:00-23:00 / 주말 07:00-22:00
- 학습열람실(11-2월): 평일 08:00-23:00 / 주말 08:00-22:00

휴관일
- 매월 둘째,넷째 월요일
- 법정 공휴일(단, 법정 공휴일이 토.일요일과 겹칠 경우 휴관)
- 임시 휴관일: 관장이 도서의 정리, 보수공사, 장서점검 및 기타의 사유로 휴관이 필요하다고 인정하는 날